# Zecchino d'Oro 2016
Il cinquantanovesimo Zecchino d'Oro si è svolto a Bologna dal 19 novembre al 10 dicembre 2016 ed è stato trasmesso in diretta su Rai1, in alta definizione su Rai 1 HD, Rai Italia dalle 16:45 alle 18:45 (primi tre sabati) e dalle 16:45 alle 20:00 (ultimo sabato). La manifestazione è stata presentata da Francesca Fialdini e Giovanni Caccamo. La regia è curata da Roberto Croce. Da quest'anno viene trasmessa in Eurovisione e in mondovisione solo la serata finale.

## Cambio orario e conduzione
Visti i bassi ascolti registrati durante l'edizione precedente, è stato annunciato che lo Zecchino d'Oro 2016 non viene trasmesso dal martedì al sabato pomeriggio, ma il sabato per 4 settimane consecutive, dal 19 novembre al 10 dicembre.
La trasmissione è stata condotta da Giovanni Caccamo, cantautore, e da Francesca Fialdini, giornalista nonché conduttrice di Unomattina. Nonostante i nuovi giorni di programmazione, la manifestazione continua a scendere negli ascolti: quella del 2016 si rivela l'edizione meno vista di sempre.

## Brani in gara
- Cerco un circo (Testo: Paolo Buconi/Musica: Paolo Buconi) - Giuseppe Chiolo (6 anni) e Luca Morello (5 anni)
- Choof the train ( Regno Unito) (Testo inglese: Florence Donovan/Musica: Florence Donovan) - Chiara Manning Zuccheri (8 anni)
- Dove vanno i sogni al mattino (Testo: Mario Gardini/Musica: Giuseppe De Rosa) - Eleonora Sarracino (10 anni)
- Il dinosauro di plastica (Testo: Luca Tozzi/Musica: Luca Tozzi) - Lorenzo Ravastini (9 anni)
- Kyro (Testo: Emilio Di Stefano/Musica: Marco Iardella) - Eliana Altomare (10 anni)   (2º posto)
- La vera storia di Noè (Testo: Alberto Zeppieri/Musica: Lelio Luttazzi) - Nadya Otoo (7 anni)
- L'orangotango bianco (Testo: Ernesto Gilberto Migliacci, Andrea Casamento/Musica: Ernesto Gilberto Migliacci, Andrea Casamento) - Valentina Peis (7 anni)
- Per un però (Testo: Carmine Spera/Musica: Giuseppe De Rosa) - Anna Vicciantuoni (9 anni)
- Pikku Peikko ( Finlandia) (Testo: Nicholas di Valerio/Testo finlandese: Sara Valentina Dan/Musica: Nicholas di Valerio) - Iacopo Cioni (6 anni) e Annika Martin Anello (8 anni) (3º posto)
- Quel bulletto del carciofo (Testo: Serena Riffaldi/Musica: Giuseppe De Rosa) - Chiara Masetti (7 anni)   (1º posto)
- Raro come un diamante (Testo: Stefano Rigamonti/Musica: Stefano Rigamonti) - Giacomo Fantin (10 anni) e Glenda Vettori (9 anni)
- Saro (Testo: Maria Letizia Amoroso, Franco Fasano/Musica: Franco Fasano) - Daria Meduri (5 anni)

### Fuori concorso
- Doremì Dance
- Il Tortellino (remastered) (Zecchino d'Oro 2008)

## Tema
Il tema di questa edizione è stato Zecchino Story. Durante i quattro sabati sono intervenuti numerosi ospiti del mondo dello spettacolo, che hanno reinterpretato motivi famosi della storica kermesse.

## Programma[5]

### Sabato 19 novembre
Ascolto delle 12 canzoni in gara. Insieme alle canzoni vengono mostrati i 12 cartoni animati inediti realizzati, in collaborazione con Rai Fiction, da alcune tra le più importanti case di produzione italiane di animazione. La giuria, composta da bambini, dà il proprio voto ad ogni brano con palette di colore oro, argento e bronzo.

### Sabato 26 novembre
L’esecuzione delle 12 canzoni è contestualizzata all'interno di “quadri” e arricchita da performance pensate ad hoc con interventi di ballerini, giocolieri, dj e altri artisti. Anche in questa giornata la giuria di bambini vota con le palette di colore oro, argento e bronzo.

### Sabato 3 dicembre: Zecchino Story
Le canzoni sono riascoltate in formato breve, per dare spazio alla Zecchino d'Oro Story. Con la presenza di ospiti in studio sono ricordate le più belle canzoni di questa storica kermesse.

### Sabato 10 dicembre: Finale
Le 12 canzoni in gara vengono riascoltate per l'ultima volta interamente, dunque viene annunciata la canzone più amata dal web e viene effettuata la votazione per proclamare la canzone vincitrice con le palette tradizionali dello Zecchino d'Oro, numerate da 6 a 10.

## Solidarietà
Anche quest'anno sono aiutate otto mense francescane. Inoltre, a seguito del terremoto nel Centro Italia dello scorso agosto e ottobre, vengono ospitati in studio bambini provenienti dalle zone colpite dal terremoto.

## Ascolti
| Puntata       | Messa in onda    | Telespettatori | Share  |
| ------------- | ---------------- | -------------- | ------ |
| 1             | 19 novembre 2016 | 1.671.000      | 11,6%  |
| 2             | 26 novembre 2016 | 1.242.000      | 9,6%   |
| 3             | 3 dicembre 2016  | 1.523.000      | 11,2%. |
| 4             | 10 dicembre 2016 | 1.945.000      | 13,1%  |
| Media Auditel | Media Auditel    | 1.595.025      | 11,4%  |

## Ospiti

### Sabato 19 novembre

#### Zecchino Story
Arisa (Il coccodrillo come fa? con Giovanni Caccamo) e Tricarico (presentano Una cantante di musica leggera con Arisa)

#### Presidente di giuria
Antonello Dose e Marco Presta

#### Video-messaggio
Edicola Fiore (Quarantaquattro gatti) e Giusy Ferreri (Volevo un gatto nero)

#### Altri ospiti
Maggie & Bianca Fashion Friends.

### Sabato 26 novembre

#### Zecchino Story
Elodie (L'imperfezione della vita e 44 gatti con Giovanni Caccamo)

#### Presidente di giuria
Giancarlo Magalli

#### Video-messaggio
Ornella Vanoni e Carlo Conti, Giorgio Panariello, Leonardo Pieraccioni.

#### Ospite telefonico
Gabriele Cirilli

#### Altri ospiti
Alessandro Politi e Alessandro Maida.

### Sabato 3 dicembre

#### Zecchino Story
in ordine di esecuzione:
- Johnny Dorelli - Lettera a Pinocchio (1959)  (in video)
- Francesca Fialdini - Il caffè della Peppina (1971)
- Deborah Iurato - Caro Gesù bambino (1960)
- Piccolo Coro dell'Antoniano - Dagli una spinta (1965) e Lo scriverò nel vento (2006)
- Alexia - Goccia dopo goccia (1994)
- Serena Autieri - La zanzara (1963)
- Giovanni Caccamo - Volevo un gatto nero (1969)
- I conduttori e gli ospiti - Le tagliatelle di nonna Pina (2003)

#### Video-messaggio
Chiara (Il valzer del moscerino), Enrico Ruggeri (Popoff)

#### Ospite telefonico
Nek

#### Altre esibizioni
- Serena Autieri - All'alba sorgerò (da Frozen)
- Alexia - Per dire di no
- Giovanni Caccamo e Deborah Iurato - Via da qui

#### Riascolto
in ordine di esecuzione
- 1º gruppo: Pikku Peikko, L'orangotango bianco, Kyro, Choof the train
- 2º gruppo: Raro come un diamante, Per un però, Saro, La vera storia di Noè
- 3º gruppo: Cerco un circo, Il dinosauro di plastica, Quel bulletto del carciofo, Dove vanno i sogni al mattino

#### Altri ospiti
Kaleido, Massimo Bottura, Giovanni Muciaccia (presenta la realizzazione di una stella di Natale con le barchette)

### Sabato 10 dicembre

#### Zecchino Story
Stadio (Lo stelliere e Un giorno mi dirai), Carly Paoli (My Christmas dream is you, e Over the rainbow con Giovanni Caccamo), Fiamma Boccia (Cara Mamma - Dear Mom), Piccolo Coro dell'Antoniano (Campane per l'Europa), Andrea D'Alessio (videoclip, con Le tagliatelle di nonna Pina), Nicola Savino (videoclip, con Il caffè della Peppina)

#### Presidente di giuria
Nicoletta Mantovani

#### Video-messaggio
Giuliano Sangiorgi, Flavio Insinna

#### Ospite telefonico
Fabrizio Frizzi, Veronica Maya, Tiberio Timperi

#### Altri ospiti
GianLupo Magic, Giulia Mazzoni, il cast di Regal Academy